# Звіробоєві
Звіробоєві, звіробійні (Hypericaceae) — родина покритонасінних рослин. Згідно з системою класифікації APG IV родина Звіробійні включена в порядок мальпігієцвіті (Malpighiales).
Включає багато трав і кущів.

## Роди
Деякі роди:
- Cratoxylum Blume
- Eliea Cambess.
- Harungana Lam.
- Hypericum L. — Звіробій
- Lianthus N.Robson
- Psorospermum Spach
- Santomasia N.Robson
- Thornea Breedlove & E.M.McClint.
- Triadenum Raf.
- Vismia Vand.